# 久保田麻三留
久保田 麻三留（くぼた まさる、1959年（昭和34年）6月5日 - ）はテレビ東京報道局ニュースセンター解説委員、気象予報士。神奈川県横浜市在住。

## 来歴・人物
- 大分県大分市で生まれ、福岡県、東京都、名古屋市、広島県で育ち、広島県立広島国泰寺高等学校、日本大学文理学部応用地学科卒業。父、久保田順三は元NHKアナウンサー。
- 1982年（昭和57年）に父と同じくNHKへ入局し10年近く勤務後、1992年（平成4年）1月にテレビ東京へ移籍。
- 1995年には男性局アナで最初に気象予報士の資格を取る。
- 2005年7月より編成局アナウンス部長[3]。
- 2009年6月24日付で編成局映画部長[4]。
- 2010年6月25日付で編成局視聴者センター部長兼放送番組審議会事務局[5]。
- 2011年6月24日付で報道局取材センター企画委員(気象・災害担当)[6][7]。
- 2012年6月21日付で報道局取材センター（2018年6月より同ニュースセンターに改組）解説委員に就任[8]。

## エピソード
- 趣味は天文学で、約40年以上のキャリアを持っている。小惑星27791（1993DD1）は久保田から名前をとって「Masaru」と命名されている[9]。『月刊天文ガイド』2015年1月号「読者の天体写真」にて最優秀作品を得る。
- NHK時代には各地の気象台に足しげく通い、ラジオで気象関連のレギュラーコーナーも持っていた。
- アナウンス部の管理職時代は他のアナウンサーの代理出演の他、大規模な災害報道時の進行を担当。
- アナウンス部のブログ内では他のアナウンス部員にミドルネーム的なニックネームをつけていた（例：大江麻理子 → 大江マリリン、水原恵理 → 水原エリエール姉さん、増田和也 → ダーマス増田 など）[10]。

## 出演番組
NHK在籍時代
- イブニングネットワークしまね
- FMリクエストアワー（NHK山形）1986年頃
- 各種スポーツ実況（NHK山形時代には「アルプスリポーター」第1号を担当）
- 早慶レガッタ（隅田川）の実況中継

テレビ東京在籍時代
レギュラー番組
| 期間       | 期間      | 番組名                         | 役職                       | 備考 |
| ---------- | --------- | ------------------------------ | -------------------------- | --- |
| 1992年4月  | 1992年9月 | ビジネスマンNEWS               | メインキャスター           | |
| 1992年4月  | 1993年3月 | TXNニュース THIS EVENING       | 土・日曜日メインキャスター | |
| 1993年4月  | 1995年3月 | TXNニュースワイド11            | メインキャスター           | |
| 1995年4月  | 1997年9月 | TXNニュース THIS EVENING       | 月～金曜日メインキャスター | 榎田卓央と入れ違いで再登板                                                                                     |
| 1997年10月 | 1999年9月 | TXNニュースワイド 夕方いちばん | 月～金曜日気象キャスター   | |
| 1999年10月 | 2001年9月 | TXNニュースアイ                | 月～金曜日気象キャスター   | |
| 2004年4月  | 2005年6月 | NEWS MARKET 11                 | 月曜日ニュース担当         | レギュラー降板後も、他のアナウンサーの代理でニュースを担当                                                     |
| 2008年10月 | 2011年9月 | NEWS FINE                      | 台風関連の解説             | |
| 2010年10月 | 2011年9月 | 7スタBratch!                   | 台風関連の解説             | |
| 2011年10月 | 2014年3月 | NEWSアンサー                   | 週1気象キャスター          | 2013年3月までは金曜日担当、同年4月から火曜日担当                                                               |
| 2018年4月  | 2020年3月 | ゆうがたサテライト             | 金曜日気象キャスター       | その他にも上記の前身番組までと同様、台風関連の解説も担当、4月改編による放送時間縮小に伴い、2020年3月を以て降板 |

イレギュラー・特別番組・その他
- スポ魂!（滝井礼乃のリリーフ 2007年3月23日）
- 速ホゥ!（赤平大のリリーフ 2008年3月28日）
- 吹け!アジアの新風〜アジアの若者大激論〜（2007年9月9日）ナレーター
- ニュースウォッチ（随時）
- TXN報道特別番組（随時）
- 久保田解説委員の天羅万象（テレ東BIZ、2019年7月 - ）